# 忍 (羌)
忍（?—?），古羌人领袖。无弋爰剑的曾孙。秦献公初即位，兵临渭首，灭狄戎。忍的叔父卬畏秦之威，将其部落附落南去，出赐支河曲西数千里，与众羌绝远，不再交往。忍和弟弟舞独留湟中，多娶妻妇。忍生九子为九种，舞生十七子为十七种，羌族兴盛，从此开始。其子为研。